# シナージ・ピクチャーズ
シナージ・ピクチャーズ・エンタテインメント（Cinergi Pictures Entertainment）は、かつて存在したアメリカ合衆国の独立系の映画製作会社。
1989年、アンドリュー・G・ヴァイナが当時マリオ・カサールと共同経営していたカロルコ・ピクチャーズとは別に単独で設立した。1998年2月27日、解散。

## フィルモグラフィ
- ザ・スタンド Medicine Man（1992）
- スーパーマリオ 魔界帝国の女神 Super Mario Bros.（1993）
- トゥームストーン Tombstone（1993）
- 勇気あるもの Renaissance Man（1994）
- 薔薇の素顔 Color of Night（1994）
- ダイ・ハード3 Die Hard with a Vengeance（1995）
- ジャッジ・ドレッド Judge Dredd（1995）
- スカーレット・レター The Scarlet Letter（1995）
- ニクソン Nixon（1995）
- アンカーウーマン Up Close & Personal（1996）
- エビータ Evita（1996）
- ザ・ターゲット Shadow Conspiracy（1996）
- ザ・グリード Deep Rising（1998）
- アラン・スミシー・フィルム An Alan Smithee Film: Burn Hollywood Burn（1998）